# Cotesia clepta
Cotesia clepta är en stekelart som först beskrevs av Vladimir Ivanovich Tobias 1986.  Cotesia clepta ingår i släktet Cotesia och familjen bracksteklar. Arten är reproducerande i Sverige. Inga underarter finns listade i Catalogue of Life.